# Liste der Klassischen Philologen an der Universität Zürich
In der Liste der Klassischen Philologen an der Universität Zürich werden alle Klassischen Philologen aufgeführt, die am Klassisch-Philologischen Seminar der Universität Zürich als Hochschullehrer tätig waren oder sind.
Die Liste umfasst im Allgemeinen ordentliche, außerplanmäßige, Gast- und Honorarprofessoren sowie Privatdozenten. In begründeten Ausnahmefällen können auch andere Dozenten aufgenommen werden.
Das Fach Klassische Philologie wurde nach der Gründung der Universität 1833 zunächst nur durch außerordentliche Professoren vertreten; der erste Ordinarius war Hermann Köchly, der 1861 das Philologisch-pädagogische Seminar gründete. Zu den Ordinarien der Klassischen Philologie kommt seit 1864 ein Lehrstuhl für Sanskrit und vergleichende Sprachforschung, der mit der wechselnden Besetzung häufig umbenannt wurde und heute die Lehrumschreibung „Vergleichende indogermanische Sprachwissenschaft unter besonderer Berücksichtigung von Griechisch, Latein und Altindisch“ trägt.
Angegeben ist in der ersten Spalte der Name der Person und ihre Lebensdaten, in der zweiten Spalte wird der Eintritt in die Universität angegeben, in der dritten Spalte das Ausscheiden. Spalte vier nennt die höchste an der Universität Zürich erreichte Position. An anderen Universitäten kann der entsprechende Dozent eine noch weitergehende wissenschaftliche Karriere gemacht haben. Die nächste Spalte nennt Besonderheiten, den Werdegang oder andere Angaben in Bezug auf die Universität oder das Seminar. In der letzten Spalte werden Bilder der Dozenten gezeigt, was derzeit aufgrund der Bildrechte jedoch schwer ist.
| Wissenschaftler                       | von       | bis       | Funktionen         | Bemerkungen | Bild |
| ------------------------------------- | --------- | --------- | ------------------ | --- | ---- |
| Johann Caspar von Orelli (1787–1849)  | 1833      | 1849      | Extraordinarius    | Erster Professor an der Universität bei der Gründung; schuf große kritische Ausgaben von Horaz und Cicero und sammelte Inschriften |      |
| Johann Georg Baiter (1801–1877)       | 1833      | 1849      | Extraordinarius    | Privatdozent, im selben Jahr Extraordinarius; Textkritiker und „rechte Hand“ Orellis, gleichzeitig Oberlehrer am Zürcher Gymnasium |      |
| Hermann Sauppe (1809–1893)            | 1833      | 1845      | Extraordinarius    | Privatdozent, ab 1838 außerordentlicher Professor, gab mit Baiter die Oratores Attici heraus; wechselte als Direktor ans Weimarer Wilhelm-Ernst-Gymnasium, später als Ordinarius nach Göttingen |      |
| Anton Salomon Vögelin (1804–1880)     | 1833      | 1867      | Extraordinarius    | Privatdozent, ab 1852 außerordentlicher Professor für klassische Philologie |      |
| August Wilhelm Winkelmann (1810–1875) | 1833      | 1844      | Privatdozent       | |      |
| Heinrich Schweizer-Sidler (1815–1894) | 1841      | 1889      | Ordinarius         | Privatdozent, 1849 außerordentlicher Professor; 1864 Ordinarius für Sanskrit und vergleichende Sprachforschung |      |
| Johannes Frei (1821–1900)             | 1849      | 1867      | Extraordinarius    | Lehrer am Zürcher Gymnasium, im Nebenamt außerordentlicher Professor für Klassische Philologie |      |
| Hermann Köchly (1815–1876)            | 1850      | 1864      | Ordinarius         | Gymnasiallehrer, politischer Flüchtling aus Sachsen; erster Ordinarius für Klassische Philologie in Zürich, Spezialist für griechische Epiker und Militärschriftsteller; setzte sich mit Heinrich Düntzer und Adolf Kirchhoff über die Odyssee auseinander; ging 1864 nach Heidelberg                      |      |
| Conrad Bursian (1830–1883)            | 1864      | 1869      | Ordinarius         | Nachfolger Köchlys, Philologe und Archäologe; in seiner späteren Jenaer und Münchener Zeit Biograf und Bibliograf (Geschichte der classischen Philologie in Deutschland, 1883; Jahresbericht über die Fortschritte der klassischen Altertumswissenschaft, ab 1873)                                         |      |
| Gustav Uhlig (1838–1914)              | 1864      | 1872      | Extraordinarius    | Privatdozent, 1869 außerordentlicher Professor für Klassische Philologie; Spezialist für griechische Grammatiker; wechselte nach Heidelberg |      |
| Arnold Hug (1832–1895)                | 1867      | 1886      | Ordinarius         | Privatdozent; nach Bursians Weggang zu dessen Nachfolger ernannt |      |
| Eduard Wölfflin (1831–1908)           | 1866      | 1875      | Ordinarius         | Privatdozent, gleichzeitig Gymnasiallehrer in Zürich, 1869 außerordentlicher Professor, 1871 persönlicher Ordinarius für Klassische Philologie und Literaturgeschichte; wechselte nach Erlangen, später München, wo er den Thesaurus Linguae Latinae begründete                                            |      |
| Gottfried Kinkel (1844–1891)          | 1867      | 1891      | Privatdozent       | |      |
| Otto Benndorf (1838–1907)             | 1869      | 1871      | Ordinarius         | außerordentlicher Professor, ab 1870 Ordinarius für Archäologie und Klassische Philologie; wechselte nach Prag, später Wien, wo er das Österreichische Archäologische Institut gründete |      |
| Adolf Kaegi (1849–1923)               | 1875      | 1914      | Ordinarius         | Privatdozent, ab 1883 Extraordinarius bei Schweizer-Sidler; 1893 dessen faktischer Nachfolger als Professor für Sanskrit, indogermanische und klassische Philologie; Verfasser der Griechischen Schulgrammatik                                                                                             |      |
| Hugo Blümner (1844–1919)              | 1877      | 1919      | Ordinarius         | Professor für Archäologie und Klassische Philologie; Verfasser der Römischen Privataltertümer (HdAw IV,2,2, 1919) |      |
| Hermann Hitzig (1843–1918)            | 1886      | 1918      | Ordinarius         | Nachfolger Hugs; verfasste einem bedeutenden Pausanias-Kommentar mit Hugo Blümner (Hitzig-Blümner, 1886–1910) |      |
| Moritz Guggenheim (1858–1908)         | 1886      | 1895      | Privatdozent       | Gymnasiallehrer in Zürich |      |
| Otto Schulthess (1862–1939)           | 1892      | 1907      | Extraordinarius    | Privatdozent; 1902 außerordentlicher Professor für Griechisches Recht, Epigraphik und Papyruskunde; wechselte nach Bern |      |
| Eduard Schwyzer (1874–1943)           | 1902      | 1927      | Ordinarius         | Privatdozent, 1909 außerordentlicher Professor am Lehrstuhl für Indogermanistik; seit 1912 zur Unterstützung des schwerkranken Kaegi ordentlicher Professor für vergleichende indogermanische Sprachwissenschaft, speziell klassische Philologie und Sanskrit; 1914 Kaegis Nachfolger; wechselte nach Bonn |      |
| Ernst Howald (1887–1967)              | 1913      | 1952      | Ordinarius         | Privatdozent, 1918 als Nachfolger Hitzigs Professor für altklassische Philologie; forschte zu griechischer und lateinischer Dichtung, antiker Kultur und Ethik |      |
| Peter von der Mühll (1885–1970)       | 1913      | 1917      | Privatdozent       | wechselte nach Basel; berühmter Ilias-Forscher |      |
| Manu Leumann (1889–1977)              | 1927      | 1959      | Ordinarius         | Nachfolger Schwyzers; berühmter Indogermanist; legte den Schwerpunkt des Lehrstuhls auf dieses Fach |      |
| Walter Wili (1900–1975)               | 1929      | 1932      | Privatdozent       | wechselte nach Bern |      |
| Fritz Wehrli (1902–1987)              | 1930      | 1967      | Ordinarius         | Privatdozent, 1936 Titularprofessor, 1941 Extraordinarius; 1952 als Nachfolger Howalds Professor für Klassische Philologie, besonders Griechisch |      |
| Franz Stoessl (1910–1988)             | 1939      | 1952      | Honorarprofessor   | Privatdozent, 1948 Honorarprofessor; wechselte nach Wien, später nach Graz |      |
| Ernst Risch (1911–1988)               | 1942 1952 | 1950 1981 | Ordinarius         | Privatdozent, wechselte 1950 nach Mainz; 1952 Rückkehr als Titularprofessor, 1956 Extraordinarius; von 1959 bis 1981 ordentlicher Professor für Indogermanische Sprachwissenschaft |      |
| Walter Rüegg (1918–2015)              | 1950      | 1961      | Titularprofessor   | Privatdozent, 1959 Titularprofessor für Geschichte der Geisteswissenschaften unter besonderer Berücksichtigung des Humanismus; wechselte nach Frankfurt am Main, später nach Bern |      |
| Hermann Koller (1918–1992)            | 1952      | 1985      | Titularprofessor   | Privatdozent, 1961 Titularprofessor |      |
| Heinz Haffter (1905–1998)             | 1952      | 1970      | Ordinarius         | vorher Generalredaktor des Thesaurus Linguae Latinae; Privatdozent, 1953 außerordentlicher, 1959 ordentlicher Professor für Klassische Philologie, besonders Latein |      |
| Thomas Gelzer (1926–2010)             | 1964      | 1970      | Assistenzprofessor | Privatdozent, 1966 Assistenzprofessor; wechselte nach Bern |      |
| Walter Burkert (1931–2015)            | 1969      | 1996      | Ordinarius         | Nachfolger Wehrlis als ordentlicher Professor für Klassische Philologie, besonders Griechisch |      |
| Heinrich Marti (1930–2016)            | 1970      | 2000      | Titularprofessor   | Privatdozent, 1978 Titularprofessor, 2000 zurückgetreten |      |
| Hermann Tränkle (1930–2018)           | 1971      | 1996      | Ordinarius         | Nachfolger Haffters; Spezialist für lateinische Dichtung |      |
| Thomas Alexander Szlezák (1940–2023)  | 1976      | 1983      | Privatdozent       | wechselte nach Würzburg, später Tübingen |      |
| Fritz Graf (* 1944)                   | 1981      | 1987      | Privatdozent       | wechselte nach Basel, später Princeton und Columbia (Ohio) |      |
| Theo Wirth (* 1941)                   | 1982      | 2002      | Lehrbeauftragter   | Professor an der Kantonsschule Zürich, Dozent für die Fachdidaktik der Alten Sprachen |      |
| Bernhard Zimmermann (* 1955)          | 1990      | 1993      | Assistenzprofessor | wechselte nach Düsseldorf, später Freiburg |      |
| George Dunkel (* 1948)                | 1986      | 2014      | Ordinarius         | Nachfolger Rischs als Professor für Vergleichende indogermanische Sprachwissenschaft; 1993 erweiterte Lehrumschreibung: Vergleichende indogermanische Sprachwissenschaft unter besonderer Berücksichtigung von Griechisch, Latein und Altindisch                                                           |      |
| Christoph Riedweg (* 1957)            | 1992      | 2023      | Ordinarius         | 1992/1993 Privatdozent, wechselte nach Mainz; 1996 ordentlicher Professor für Klassische Philologie/Gräzistik; von 2005 bis 2012 beurlaubt |      |
| Laura Gemelli Marciano (* 1952)       | 1990      | 2017      | Titularprofessorin | Assistentin, 1996 Privatdozentin, 2006 Titularprofessorin |      |
| Eveline Krummen (* 1956)              | 1997      | 1999      | Privatdozentin     | wechselte 1999 als Ordinaria nach Graz |      |
| Therese Fuhrer (* 1959)               | 1997      | 2004      | Ordinaria          | Nachfolgerin Tränkles; wechselte nach Freiburg, später Berlin (FU) |      |
| Virgilio Masciadri (1963–2014)        | 2004      | 2014      | Privatdozent       | Lehrer und Fachdidaktiker |      |
| Manuel Baumbach (* 1970)              | 2005      | 2009      | Gastprofessor      | vertrat Prof. Riedweg (Gräzistik) |      |
| Ulrich Eigler (* 1959)                | 2005      | 2024      | Ordinarius         | Nachfolger von Therese Fuhrer |      |
| Paul Widmer (* 1967)                  | 2014      |           | Ordinarius         | Nachfolger von George Dunkel |      |
| Markus Hafner (* 1986)                | 2025      |           | Ordinarius         | Nachfolger von Christoph Riedweg |      |
| Anke Walter (* 1981)                  | 2025      |           | Ordinaria          | Nachfolgerin von Ulrich Eigler |      |